# Solitude
Solitude är en flerevenemangsarena som är belägen i Belfast i Nordirland. Den används för närvarande främst för fotbollsmatcher och är hemmaplan för Cliftonville FC. Arenan tar 6 224 åskådare och invigdes år 1890.